# Григор Преславски
Григор Иванов Преславски е български офицер, полковник от генералния щаб, помощник-началник на Разузнавателна секция в щаба на 3-та армия през Балканската (1912 – 1913) и Междусъюзническата война (1913), военен аташе в Санкт Петербург, Русия (до 1917) и началник-щаб на 6-а пехотна бдинска дивизия през Първата световна война (1915 – 1918).

## Биография
Григор Преславски е роден на 2 май 1880 г. в Шумен, Княжество България. На 13 август 1896 г. постъпва на военна служба. През 1900 г. завършва в 21-ви випуск на Военното на Негово Княжеско Височество училище, произведен е в чин подпоручик и зачислен в 5-и артилерийски полк. На 2 август 1903 г. е произведен в чин поручик, като продължава службата си в 5-и артилерийски полк. През 1907 г. е командирован за обучение в Николаевската академия на ГЩ в Санкт Петербург, Русия, което обучение завършва през 1910 г., като междувременно през 1908 г. е произведен в чин капитан.
По време на Балканската (1912 – 1913) и Междусъюзническата война (1913) капитан Преславски е помощник-началник на Разузнавателна секция в щаба на 3-та армия, като на 18 май 1913 г. е произведен в чин майор. След войните е назначен за военен аташе в Санкт Петербург, Русия.
През Първата световна война (1915 – 1918) майор Григор Преславски първоначално е на службата си като военен аташе, на 10 октомври 1916 г. е произведен в чин подполковник, през 1917 г. се завръща в България и е назначен за началник-щаб на 3-та бригада от 1-ва пехотна софийска дивизия, за която служба през 1917 г. съгласно заповед № 679 по Действащата армия е награден с Орден „Св. Александър“ IV степен с мечове по средата. На 10 октомври 1916 г. е произведен в чин подполковник. По-късно подполковник Преславски е началник-щаб на 6-а пехотна бдинска дивизия, с която воюва в Македония до края на войната, за която служба през 1921 г. съгласно заповед № 355 по Министерството на войната е награден с Военен орден „За храброст“ IV степен, 1 клас..
На 1 април 1919 г. е произведен в чин полковник, а на 18 декември същата година е уволнен от служба. По време на военната си кариера служи и като началник-щаб на 4-та пехотна преславска дивизия. В периода от 31 юни 1927 г. до 22 септември 1932 г. е директор на полицията.

## Военни звания
- Подпоручик (1900)
- Поручик (2 август 1903)
- Капитан (1908)
- Майор (18 май 1913)
- Подполковник (10 октомври 1916)
- Полковник (1 април 1919)

## Образование
- Военно на Негово Княжеско Височество училище (до 1900)
- Николаевска академия на генералния щаб в Санкт Петербург, Русия (1907 – 1910)

## Награди
- Военен орден „За храброст“ IV степен, 2 клас
- Орден „Св. Александър“ IV степен с мечове по средата (1917)
- Военен орден „За храброст“ IV степен, 1 клас (1921)